# Les Hays
Les Hays település Franciaországban, Jura megyében. Lakosainak száma 351 fő (2022. január 1.). Les Hays Asnans-Beauvoisin, Les Essards-Taignevaux, Petit-Noir és Mouthier-en-Bresse községekkel határos.

## Népesség
A település népességének változása:
| Lakosok száma | 293  | 254  | 241  | 257  | 310  | 321  | 331  | 344  | 349  | 351  |
|               | 1968 | 1982 | 1990 | 2006 | 2013 | 2015 | 2017 | 2019 | 2020 | 2022 |